# Dikarya
A Dikarya a gombák (Fungi) országának egy alországa, ami az Ascomycota és Basidiomycota törzseket foglalja magába. Mindkét törzs gombái képesek dikarion állapotba kerülni (kétmagvúság – a párokban csoportosuló sejtmagok nem olvadnak össze, így a sejt nem valódi diploid), felépülhetnek gombafonalakból vagy lehetnek egysejtűek, de soha nincs ostoruk (flagellum). A Dikarya tartalmazza a „magasabbrendű gombák” nagy részét, de néhány ivartalanul szaporodó faj is ide tartozik, amit korábban a penészgombákhoz soroltak. Filogenetikailag a két törzs szabályosan egymás testvércsoportja.
Az Opisthokontában megjelent, egyes proteolízis-folyamatokat lehetővé tevő γ-szekretáz-komplexszel nem rendelkező 3 gombaklád egyike.